# Josephine McKim
Josephine Eveline McKim, née le 4 janvier 1910 à Oil City et morte le 10 décembre 1992 à Woodstock, est une nageuse américaine.

## Biographie
Josephine McKim est médaillée de bronze sur 400 mètres nage libre aux Jeux olympiques d'été de 1928 à Amsterdam. Elle participe aussi durant ces Jeux aux séries de qualification du relais 4x100 mètres nage libre mais ne fait pas partie des quatre relayeuses américaines remportant la finale.
 
Aux Jeux olympiques d'été de 1932 à Los Angeles, elle remporte la médaille d'or du relais 4x100 mètres nage libre avec Helen Johns, Eleanor Garatti-Saville et Helene Madison. Elle se classe aussi quatrième lors de la finale du 100 mètres nage libre.
Elle est admise au sein de l'International Swimming Hall of Fame en 1991.
Josephine McKim a été la doublure de Maureen O'Sullivan dans une séquence du film d'aventures Tarzan et sa compagne (1934), séquence qui la voit nager totalement nue sous l'eau et qui a été censurée à l'origine par le code Hays, mais rétablie dans la vidéo moderne restituant le film.